# Erla Hlynsdottir proti Islandiji
Erla Hlynsdottir proti Islandiji je primer v katerem je sodišče razsodilo, da novinarji ne odgovarjajo za izjave, intervjuvanih oseb, navedenih v članku. Prav tako so obsodbe proti njim kršenje svobode izražanja. 
NAZIV SODIŠČA: Evropsko sodišče za človekove pravice
OPR. ŠTEVILKA: 54125/10 DATUM ODLOČITVE: 21.10.2014 
STRANKE: Erla Hlynsdottir kot tožeča stranka in Islandija kot tožena stranka.  
OZADJE (DEJSTVA): / 
OZADJE (POSTOPEK): Okrožno in vrhovno sodišče v Reykjaviku ter ESČP v Strasbourgu
NAVAJANJA STRANK: Tožeča stranka se je pritožila zoper vrhovno sodišče zaradi kršitve pravice svobode izražanja (10. člen EKČP), saj jo je obsodilo na denarno kazen zaradi domnevnega obrekovanja in namigovanja na storjeno kaznivo dejanje. Navedla je, da vrhovno sodišče ni utemeljilo zakaj se izjava - Ne zdi se mi primerno, da nekdo, ki »lovi« zanj, dela v osnovni šoli. - šteje kot obrekovanje. Prav tako navaja, da je bilo gospe X dokazano zapeljevanje in sodelovanje pri spolnih igrah z gospo A, bivšo pacientko krščanskega rehabilitacijskega centra. Sklicevala se je na sodbo Jersild proti Danski, Guardian proti Veliki Britaniji ter Bergens Tidende in ostali proti Norveški - obtožbe proti novinarjem, zaradi objave različnih člankov in vsebine, ovirajo opravljanje novinarskega poklica. Prav tako se je sklicevala na sodbi izpred nekaj let (25.11.1977 in 19.3.1993), ki pravita, da novinar ni odgovoren za izjave intervjuvanih. 
PRAVNO VPRAŠANJE: Ali obsodba zoper članek v časopisu krši svobodo izražanja? 
ODGOVOR NA VPRAŠANJE (PRAVILO): Pravica do svobodnega izražanja je bila kršena.  
RAZLOGI: Islandsko vrhovno sodišče ni dokazalo, da omenjena izjava ni od gospe A. Prav tako ni razložilo, zakaj je drugi del izjave sporen ter na kakšen način naj bi bila uporabljena beseda »loviti«. Tožeča stranka je v svojem članku objavila intervjuja dveh osebi. Izjava ene osebe, gospoda B, se je izkazala za resnično. Gospa A, druga intervjuvana oseba, je trdila, da novinarka ni pravilno interpretirala njenih izjav. Sodišče je ugotovilo, da so bile izjave, napisane v članku, podobne izjavam, ki jih je gospa A podala policiji – torej niso bile avtorsko delo tožeče stranke. Na koncu je sodišče odločilo, da izjave same po sebi niso namigovale na storjeno kaznivo dejanje, s strani gospe X. 
ODLOČITEV (IZREK): Pritožba je bila odobrena. Sodišče je obsodilo toženo stranko, Islandijo, na 8000€ odškodnine namenjene tožeči stranki, Erli Hlynsdottir. 